# Wild Dances
Wild Dances (срп. Дивљи плесови) песма је украјинске певачице Руслане. Представљала је Украјину и освојила Песму Евровизије 2004. године, одржану у Истанбулу, са освојених 280 поена, оставивши иза себе другопласирану Србију и Црну Гору (Жељко Јоксимовић, Лане моје), са освојених 263 поена.
Године 2022, британски лист The Independent је прогласио ову песму за 55. најбољу песму која је освојила Песму Евровизије свих времена.
Такође, у Русији и Украјини је објављена верзија песме на украјинском језику под називом укр. Дикі танці.

## Позадина и композиција
После освојеног другог места у полуфиналу Песме Евровизије 2004. године, пласирала се у финале, где је освојила укупно 280 поена, што је била прва победа за Украјину икада. 
Користећи мешавину енглеског и украјинског језика у оквиру текста, Wild Dances је постала прва песма која је освојила Песму Евровизије, а да се бар делом изводи на неком другом језику, који није енглески. Наиме, од промене правила 1999. године, када су земљама дозвољили да певају на језику по свом избору, а не на свом званичном језику. Ова песма је запамћена по извођењу пуном енергије, које је Руслана извела у кожном костиму. Тај костим је инспирисаном ликом Ксене из Принцеза ратница, у комбинацији са етничком традицијом Украјине. 
Рад на песми је трајао око три месеца, а монтажу и тонску обраду урадила је Руслана заједно са стручњацима из Кијева, Лондона и Њујорка. 

## Употреба у медијима
Песма се користи у саундтреку видео игре "Гранд Тхефт Ауто IV" из 2008. године. Америчка гимнастичарка и светска првакиња из 2011. године, Џордињ Вибер, открила је да користи ову песму као музику за свој гимнастички наступ на поду. Сингл је укључен на званични компилацијски албум под називом "Најбоље од Песме Евровизије" који слави 60. годишњицу такмичења.

## Музички видео
Званични музички видео за песму Wild Dances је први пут приказан 6. маја 2004. године (пре Песме Евровизије) на МТВ Русија у емисији "12 Angry Viewers", али је био искључен од стране публике. Снимање се одвијало у напуштеној згради Палате Ледене, која је привремено преименована у "Ледени брег" од стране чланова Русланиног тима због тога што није било грејних уређаја који би могли да загреју хладан ваздух огромне зграде. Зграда је била "украшена" чистим бетоном и прозорима без стакла. Наиме, сценарио видео-клипа, предвиђа стално паљење ватре у великим бурељима, са бакљама на сцени, жичарама и чак правим војним бацачем пламена, али само је „дивљи плес” из песме могао помоћи људима да се угреју.

## Пласман на топ-листама
| Топ-листе (2004–2005)                   | Највиша позиција |
| --------------------------------------- | ---------------- |
| Аустрија                                | 43               |
| Белгија (Фландрија)                     | 1                |
| Белгија (Валонија)                      | 25               |
| Заједница независних држава             | 38               |
| Хрватска (ХРТ)                          | 3                |
| Финска                                  | 20               |
| Немачка                                 | 40               |
| Грчка                                   | 1                |
| Ирска                                   | 44               |
| Холандија (Топ 40)                      | 25               |
| Холандија (Топ 100)                     | 30               |
| Румунија                                | 44               |
| Шведска                                 | 8                |
| Швајцарска                              | 24               |
| Турска                                  | 19               |
| Уједињено Краљевство (UK Singles Chart) | 47               |

| Топ-листе (2004)    | Позиција |
| ------------------- | -------- |
| Белгија (Фландрија) | 3        |
| Шведска             | 43       |